# Le Record de Jan Fabre

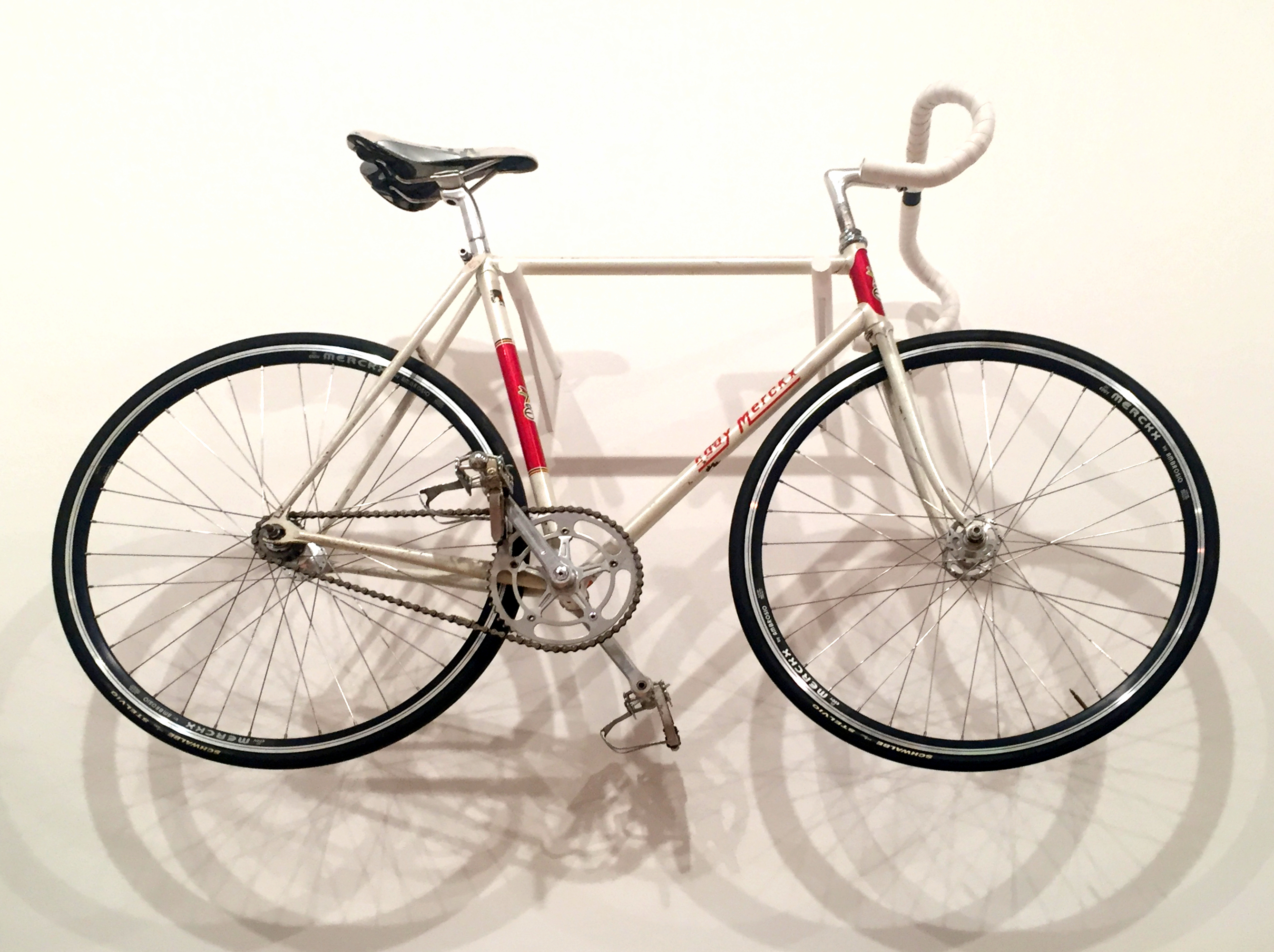
Le vélo utilisé par Jan Fabre, de marque Eddy Merckx Cycles.

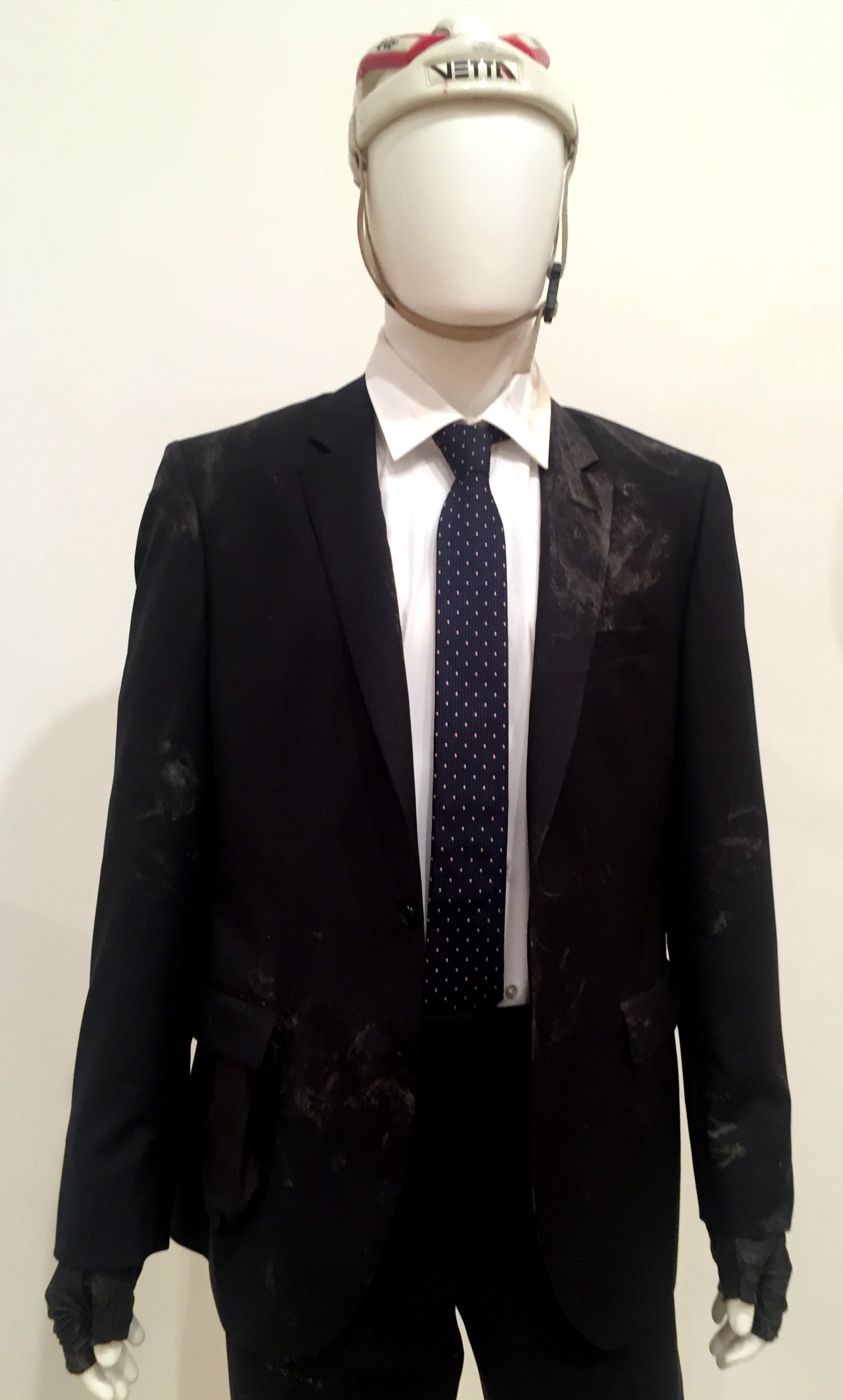
La tenue de Jan Fabre lors de sa tentative.

Le Record de Jan Fabre, intitulé en réalité Une tentative de ne pas battre le record du monde de l’heure établi par Eddy Merckx à Mexico en 1972 (ou comment rester un nain au pays des géants) est une performance artistique de l'artiste belge Jan Fabre qui s'est déroulée le 29 septembre 2016 au Vélodrome Georges-Préveral au Parc de la Tête d'Or à Lyon en France.
L'objet de la performance était pour l'artiste de réussir à ne pas battre le record de l'heure cycliste établi en 1972 par Eddy Merckx à Mexico (49,431 km en une heure). Jan Fabre a réussi son défi, ne couvrant que 22,8 km en une heure.

## Présentation
Plusieurs champions cyclistes étaient présents pour assister à la performance : outre Eddy Merckx lui-même, il est possible de citer Raymond Poulidor ou encore Jean-Christophe Péraud. La performance était commentée par Daniel Mangeas. Le journaliste Ruben Van Gucht (nl) a assisté à la performance.
En guise de clin d’œil au surnom d'Eddy Merckx (« le cannibale »), Jan Fabre a mangé de la viande crue tout au long de l'heure de course. Durant le dernier tour il a fumé une cigarette[pertinence contestée].
Thierry Raspail, directeur du musée d'art contemporain de Lyon qui s'apprêtait alors à accueillir la rétrospective Stigmata - actions & performances 1976-2016 consacrée à Jan Fabre, était également présent.